# Chiesa di Saint-Jacques-du-Haut-Pas
La chiesa di San Giacomo d'Altopascio (in francese église Saint-Jacques-du-Haut-Pas) è un luogo di culto cattolico di Parigi, situato al numero 252 di rue Saint-Jacques, nel V arrondissement; su di esso insiste l'omonima parrocchia, appartenente all'arcidiocesi di Parigi.
La chiesa, dichiarata monumento storico di Francia il 4 maggio 1957, accoglie le sepolture dell'astronomo Gian Domenico Cassini (1625-1712) e del matematico Philippe de La Hire (1640-1718).
L'edificio si trova nei pressi della stazione della metropolitana di Parigi Cluny - La Sorbonne (linea ).

## Storia

### Le origini

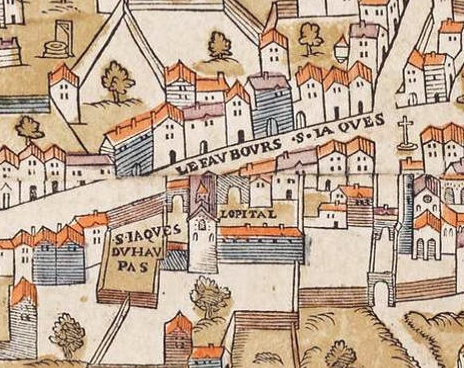
La chiesa e l'ospedale di San Giacomo nella pianta di Parigi di Olivier Truschet e Germain Hoyau (1550 circa)

Il terreno sul quale è edificata la chiesa apparteneva fin dal 1180 ai frati ospedalieri (meglio noti come "Cavalieri del Tau"), originari di Altopascio (in provincia di Lucca); l'attributo du-Haut-Pas deriva appunto dal nome del paese toscano. Malgrado la soppressione dell'ordine ad opera di papa Pio II nel 1459, alcuni frati decisero di rimanere sul posto. All'epoca, nei dintorni era solo campagna e prateria, con poche basse case di contadini e qualche costruzione religiosa.
Nel 1572 Caterina de' Medici decise di stabilirvi i benedettini espulsi dall'abbazia parigina di san Maglorio. Le reliquie di san Maglorio e dei suoi discepoli furono allora trasferite nell'ospedale, che divenne un convento. San Maglorio di Dol era un religioso gallese, vescovo di Dol, ritiratosi sull'isola di Sercq, dove concluse i suoi giorni. Le sue reliquie erano state traslate a Parigi nel 923 quando i Normanni avevano attaccato la Bretagna. Esse vennero sepolte in segreto durante la Rivoluzione francese, per essere ritrovate solo nel 1835, all'epoca della posa di un nuovo altare maggiore.
Nel 1620 i benedettini furono sostituiti dal seminario degli oratoriani, fondato da Pierre de Bérulle, primo seminario di Francia. Esso diverrà noto con il nome di seminario di San Maglorio e vi soggiornerà come novizio Jean de La Fontaine.

### La costruzione della chiesa
Cresciuta la popolazione dei dintorni, i fedeli presero l'abitudine di recarsi a pregare nella cappella dei benedettini, che ne furono infastiditi e pretesero di trasferirsi; il vescovo diede loro il permesso di costruire una nuova chiesa adiacente all'abbazia. Una piccola chiesa fu quindi eretta nel 1584, come succursale delle parrocchie di Saint-Hippolyte, Saint-Benoît e Saint-Médard. Essa aveva il coro rivolto a est, cioè verso rue Saint-Jacques, con orientamento contrario rispetto all'attuale; vi si accedeva attraverso il cimitero dell'abbazia.
L'edificio divenne ben presto troppo piccolo, e nel 1630 Gastone d'Orléans, fratello di Luigi XIII, decise di farvi eseguire importanti lavori di ristrutturazione. La parete di fondo fu demolita, l'orientamento invertito e l'ingresso spostato in rue Saint-Jacques. I lavori si protrassero per diversi anni a causa della scarsa disponibilità di denaro dei parrocchiani; vi furono anche cambiamenti significativi nel progetto, tanto che la volta gotica inizialmente prevista non fu mai realizzata. I mastri cavatori donarono la pavimentazione del coro, e operai di diverse categorie lavorarono gratuitamente un giorno alla settimana.
Il 9 aprile 1633 il parlamento, per decreto, eresse la chiesa a parrocchia. Esistendo già una chiesa dedicata a san Giacomo Maggiore (Saint-Jacques-de-la-Boucherie, di cui resta solo il campanile, la Tour Saint-Jacques), si decise di intitolare il nuovo luogo di culto agli apostoli Giacomo Minore e Filippo.

### I rapporti con Port-Royal

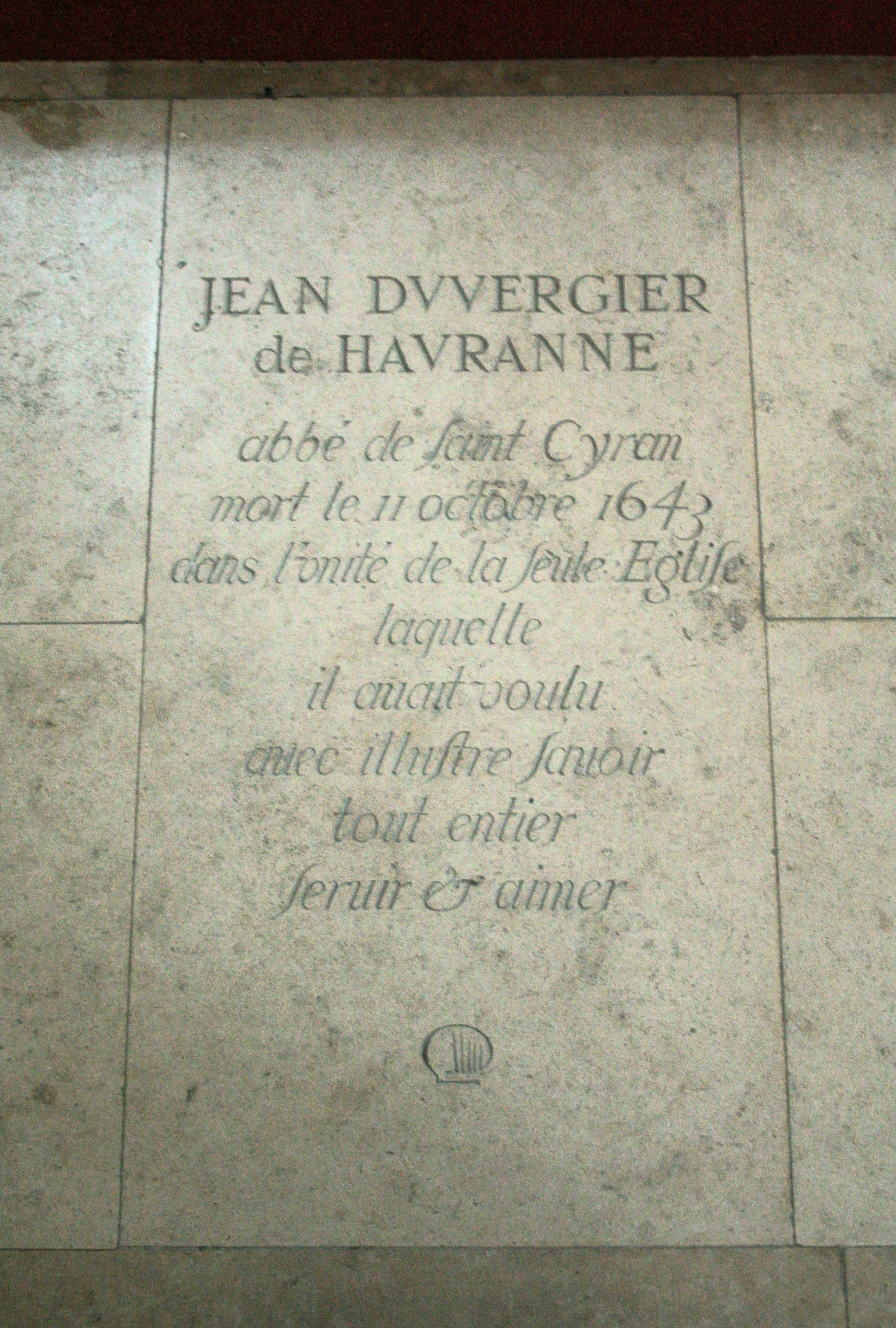
Tomba di Jean Duvergier de Hauranne, all'interno della chiesa

Nel 1625 Angélique Arnaud, badessa di Port-Royal des Champs (epicentro del giansenismo), decise di installare in rue du Faubourg-Saint-Jacques una succursale di quel monastero. Stretti legami vennero allacciati con la parrocchia di Saint-Jacques-du-Haut-Pas, che giocò un ruolo rilevante nella diffusione del giansenismo. Jean Duvergier de Hauranne, abate di Saint-Cyran (1581-1643), vi fu inumato, e la sua tomba divenne presto un importante luogo di pellegrinaggio.
La duchessa di Longueville Anna Genoveffa di Borbone-Condé (1619-1679), sorella del Gran Condé e protettrice di Port-Royal, effettuò donazioni considerevoli per la costruzione dell'edificio. Dopo la sua morte, i suoi resti furono inumati a Port-Royal des Champs e, in seguito alla distruzione dell'abbazia, il suo cuore venne deposto in una delle cappelle della chiesa.
Fu quindi grazie a lei che i lavori poterono riprendere nel 1675. L'architetto incaricato, Daniel Gittard, che fra l'altro aveva già costruito il coro della chiesa di Saint-Sulpice, stese il progetto della facciata. Essa però non fu eseguita secondo i suoi piani. Delle due torri previste da Gittard, alla fine ne fu costruita una soltanto, che però risultò di altezza doppia rispetto al progetto iniziale. La cappella assiale, dedicata alla Vergine Maria, fu costruita alcuni anni più tardi, su progetto di Libéral Bruant.
Il 6 maggio 1685 i principali lavori furono portati a termine, ed ebbe luogo una grande cerimonia di consacrazione con la predicazione di Fénelon e di Esprit Fléchier.

### La Rivoluzione
Jean-Denis Cochin (1726-1783) fu curato della parrocchia dal 1756 al 1780. Questi contribuì a rinnovare la liturgia parrocchiale, ma la sua principale occupazione fu l'assistenza alle persone svantaggiate. Cochin fondò infatti, nel quartiere di Saint-Jacques, un ospizio per malati indigenti, del quale pose la prima pietra il 25 settembre 1780. Egli chiamò l'ospizio, dal nome dei titolari della parrocchia, Hôpital Saint-Jacques-Saint-Philippe-du-Haut-Pas. Sotto la Rivoluzione francese, l'ospedale prese il nome di Hôpital du Sud, e in seguito quello del suo fondatore (Hôpital Cochin).
La chiesa di San Giacomo fu depredata nel 1793 al pari di molte altre. Lo stesso anno, entrò a far parte delle quindici chiese messe a disposizione dei cattolici parigini dalla Convenzione nazionale in seguito al riconoscimento della libertà di culto. Il curato Vincent Duval fu eletto parroco dagli abitanti del quartiere.
Nel 1797 la legge dispose la parità nell'accesso agli edifici religiosi per tutte le confessioni che lo richiedessero. I teofilantropi chiesero allora di usare questa chiesa come luogo di riunione. Essa prese allora il nome di Temple de la Bienfaisance (in italiano: Tempio della Beneficenza). Il coro fu riservato ai teofilantropi, mentre la navata restò a disposizione dei cattolici.
Nel 1801, in seguito al Concordato napoleonico, la parrocchia riacquistò la disponibilità dell'intero edificio.

### XIX e XX secolo
Nel XIX secolo, specie sotto la Monarchia di Luglio e il Secondo Impero, la costruzione sobria e disadorna di matrice giansenista fu considerevolmente abbellita. La città di Parigi offrì alla chiesa il pulpito e la cassa d'organo provenienti da Saint-Benoît-le-Bétourné, demolita nel 1854 per far posto alla nuova Sorbona. La decorazione della cappella della Vergine fu affidata nel 1868 ad Auguste-Barthélemy Glaize, allievo di Eugène ed Achille Devéria. Numerosi dipinti e vetrate furono offerti da famiglie agiate, come i de Baudicour, che nel 1835 donarono l'altare maggiore in marmi policromi, in sostituzione di quello originario in legno, e l'insieme degli arredi della cappella di San Pietro.
Nel 1971 è stato realizzato il nuovo presbiterio dall'artista Léon Zack, con lo spostamento dell'altare ottocentesco in una delle cappelle della navata laterale di destra. Tra il 1992 e il 1995, la chiesa è stata oggetto di un importante intervento di restauro conservativo finanziato dalla città di Parigi.

## Descrizione

### Esterno

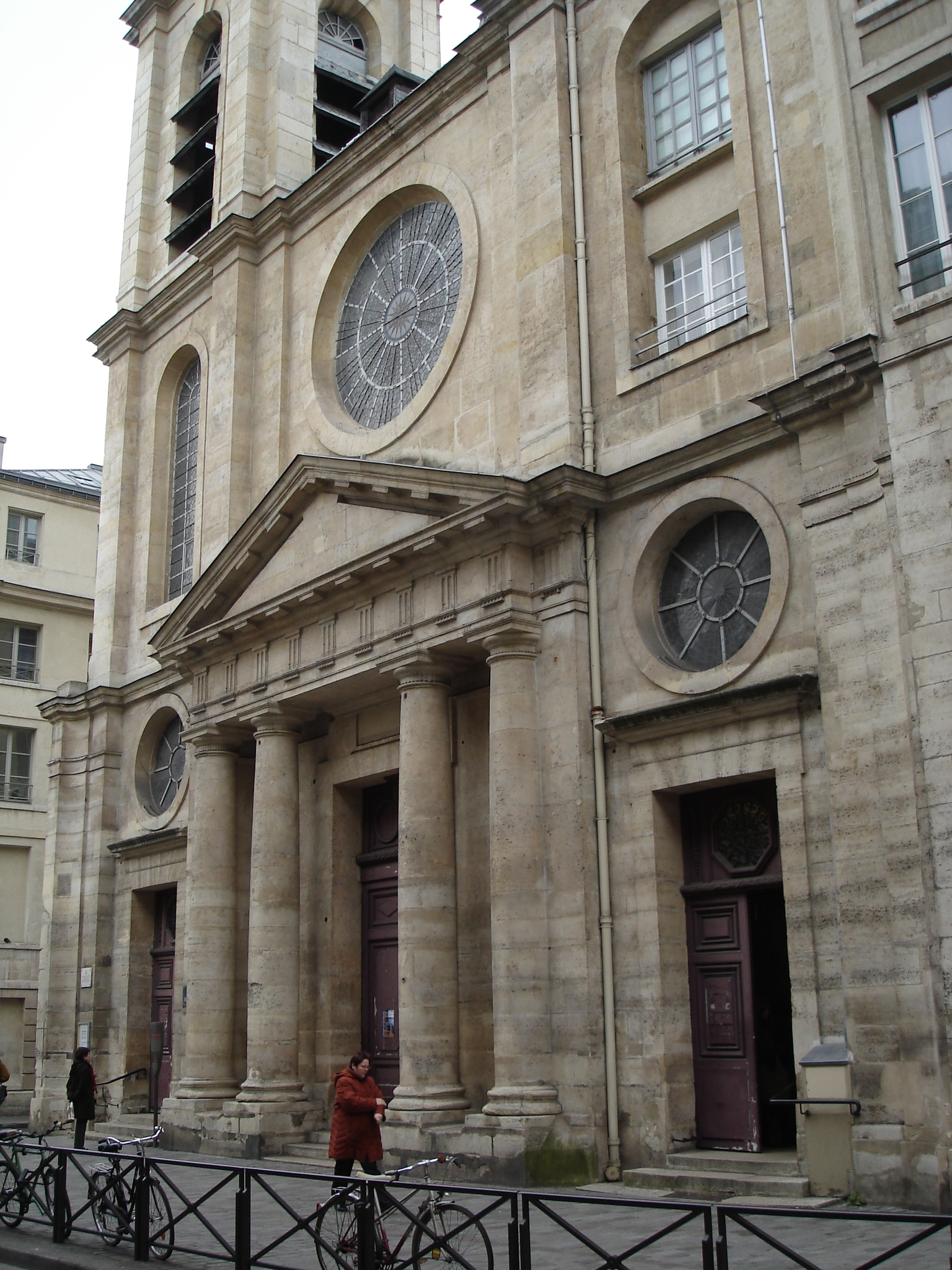
Scorcio della facciata

La chiesa è posta all'incrocio tra rue Saint-Jacques e rue de l'Abbé-de-l'Épée, con la facciata prospiciente la prima strada.
Il prospetto venne progettato da Daniel Gittard e costruito nell'ambito dei grandi lavori barocchi che interessarono la chiesa nel decennio tra il 1675 e il 1684. Originariamente, era prevista la presenza di due torri campanarie gemelle, delle quali venne costruita solo quella di sinistra; ciascuno dei due campanili, poi, avrebbe dovuto essere sormontato da un cupolino, con il quadrante di un orologio.
La facciata si presenta in un sobrio stile neoclassico ed è di forma rettangolare; è scandita verticalmente in tre settori da semipilastri sporgenti a pianta quadrangolare, e orizzontalmente da un cornicione di diversa altezza. Nella parte inferiore, si aprono tre portali: i due laterali sono sormontati da altrettanti oculi ovali, mentre quello centrale è inquadrato all'interno di una struttura che richiama le facciate dei templi greci, con alto cornicione decorato a triglifi, sorretto da quattro colonne tuscaniche e sormontato da un timpano triangolare. Il campanile è più alto rispetto al progetto originario, con due ordini di grandi monofore con arco a tutto sesto su ciascuno dei quattro lati.

### Interno

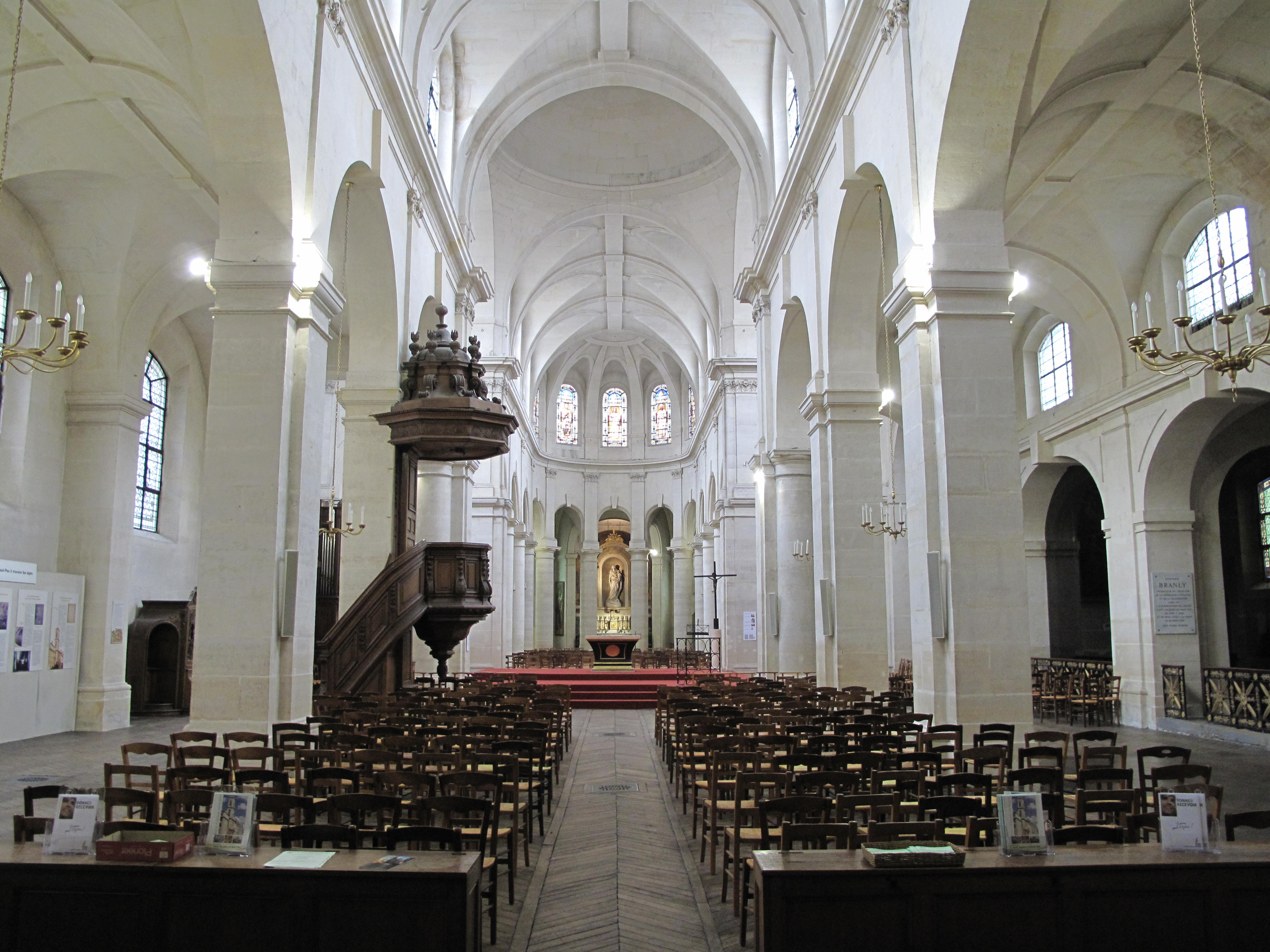
Interno

Internamente, la chiesa è in stile barocco; presenta una pianta a croce latina, con nell'aula tre navate di quattro campate che proseguono con altre tre campate oltre il transetto poco sporgente. Sia la navata centrale, separata dalle laterali da arcate a tutto sesto poggianti su pilastri cruciformi (nel piedicroce) o da colonne tuscaniche (nel capocroce), sia le due navatelle (che si ricongiungono dietro l'abside nel deambulatorio), sono coperte con volta a botte lunettata e illuminate da grandi monofore. Lungo la navata di destra, si apre una serie di cappelle laterali con balaustra in ferro battuto, tra le quali la cappella dei defunti, all'interno della quale si trova l'altare maggiore ottocentesco in marmi policromi, già posto al centro dell'abside. Nella navata centrale, tra la terza e la quarta arcata di sinistra, vi è il pulpito ligneo, proveniente dalla chiesa di Saint-Benoit-le-Bétourné e risalente all'ultimo quarto del XVII secolo.

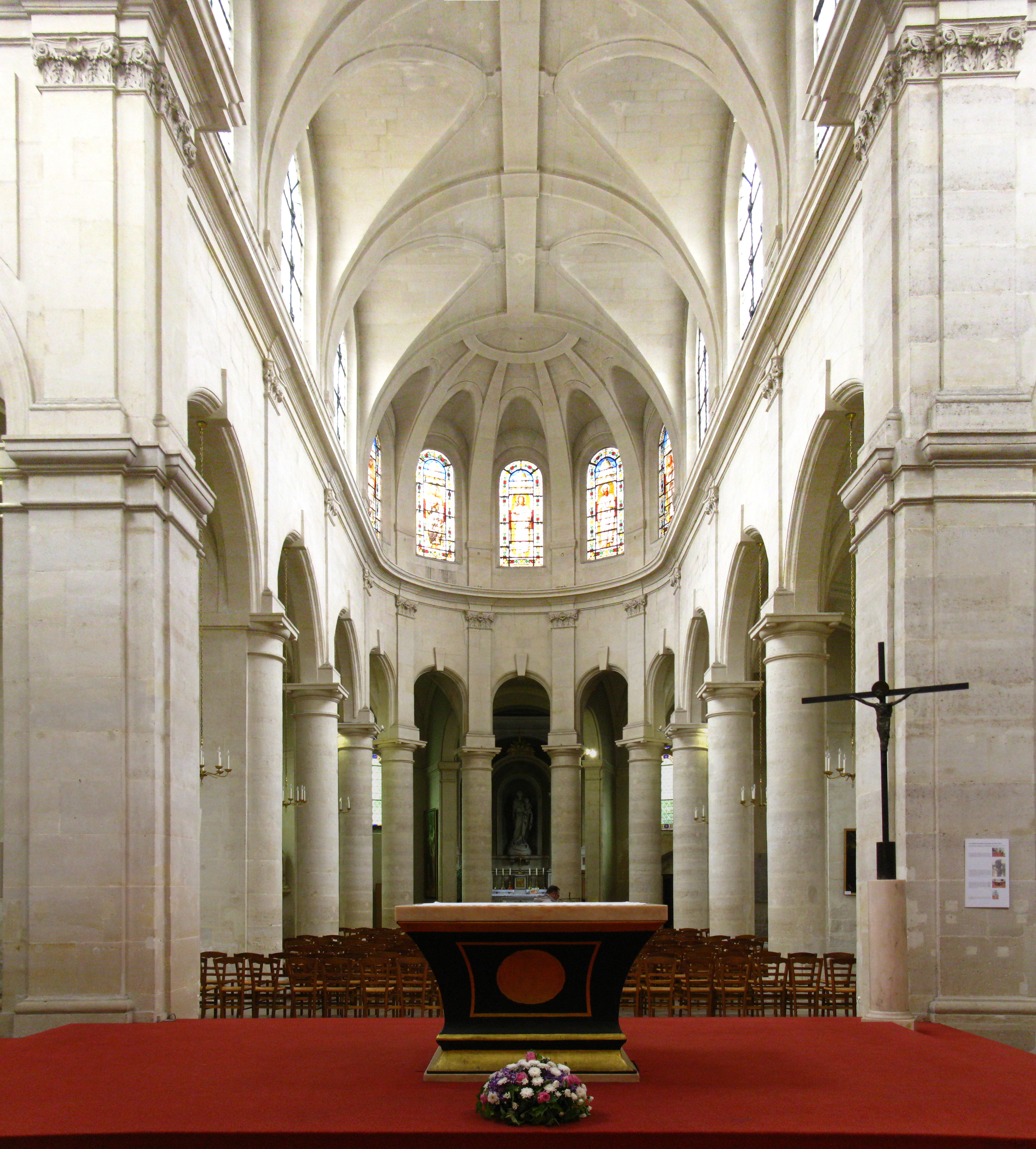
Presbiterio e abside

La crociera è interamente occupata dal presbiterio, rialzato di alcuni gradini rispetto al resto della chiesa; questo venne realizzato nel 1971 dall'artista Léon Zack. Al centro vi è l'altare maggiore in legno di quercia con dorature e mensa in marmo rosa, mentre in posizione arretrata, sulla destra, vi è il Crocifisso.
Nel braccio di destra del transetto, vi è la pala Cristo deposto nel sepolcro, di Christophe-Thomas Degeorge. Nella seconda cappella di sinistra dopo il transetto, dedicata a san Pietro, vi è una serie di tele donata nella prima metà del XIX secolo dalla famiglia de Baudicour, tra cui San Pietro penitente di Jean Restout (1728). Nella cappella successiva, sulla parete di destra, si trova il dipinto San Maglorio di Eugène Goyet (prima metà del XIX secolo). Nella prima cappella di destra dopo il transetto vi è la tela della Visitazione, attribuita a Jacques Blanchard (prima metà del XVII secolo), mentre in quella successiva, al di sopra dell'altare marmoreo, il bassorilievo in legno raffigurante La Madonna appare a San Giacomo di scuola alvernese (XVII secolo). Le vetrate policrome del deambulatorio trattano Scene della vita di Gesù, mentre quelle del cleristorio dell'abside, di Eugène Oudinot, rappresentano, da sinistra, San Giacomo il Maggiore, San Paolo, Gesù benedicente, San Pietro e San Filippo.
La cappella assiale, dedicata alla Vergine Maria, venne costruita su progetto di Libéral Bruant negli ultimi anni del XVII secolo; l'attuale decorazione interna di gusto neoclassico, però risale al 1868 e venne realizzata da Auguste-Barthélemy Glaize. L'ambiente è a pianta quadrata, con due absidi laterali; a ridosso della parete di fondo, vi è l'altare sormontato dalla statua ottocentesca della Madonna col Bambino. La volta è affrescata con Angeli danzanti con cartigli delle litanie lauretane (catini absidali) e la Santissima Trinità (volta dell'ambiente centrale).

### Organi a canne

#### Organo maggiore

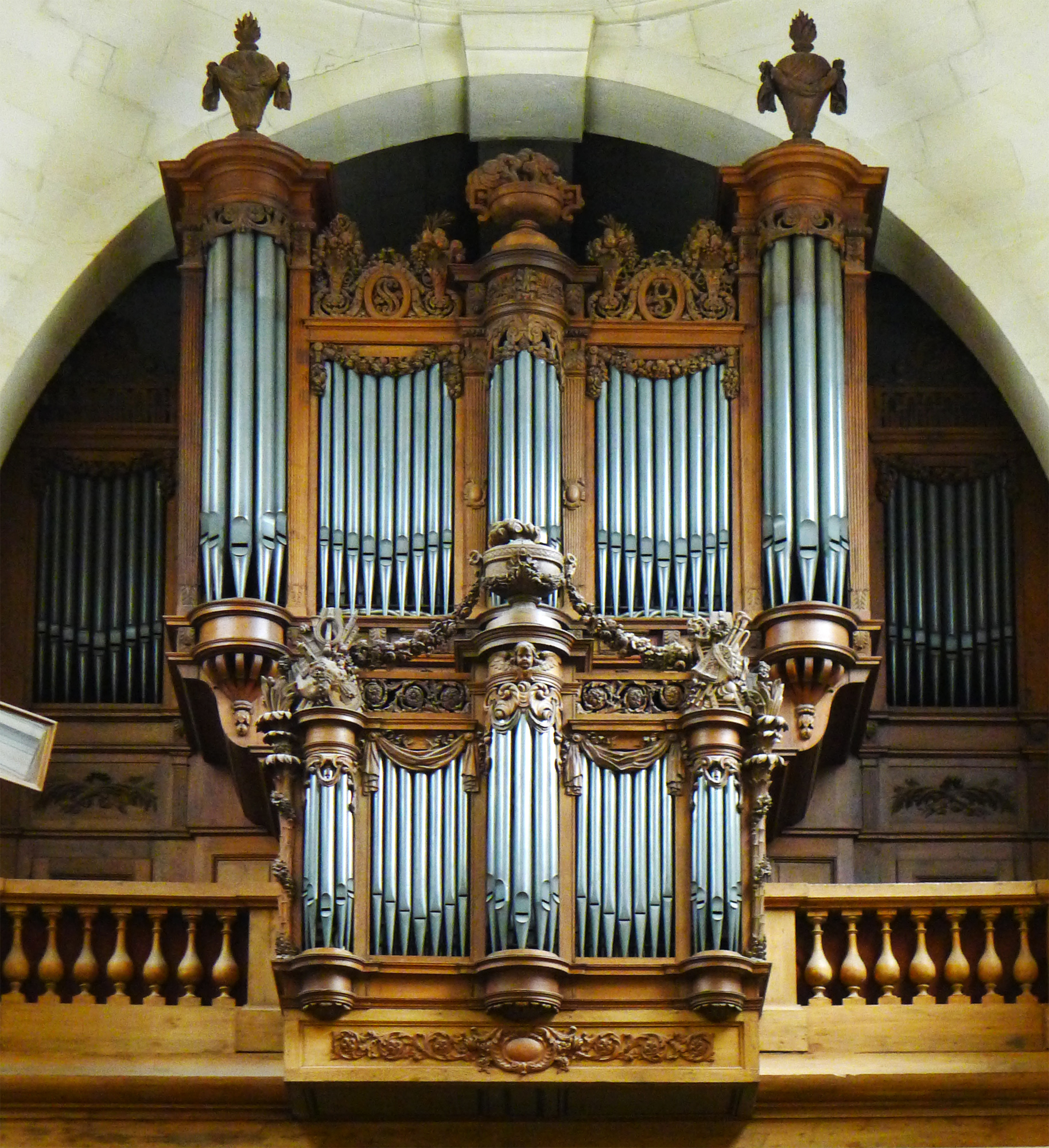
L'organo maggiore

Il primo organo della chiesa venne costruito nel 1628 dall'organaro Vincent Coupeau. Lo strumento è stato modificato ed ampliato più volte nel corso degli anni. Dopo la sconsacrazione della chiesa di Saint-Benoit-le-Bétourné, l'organo che lì si trovava venne installato in quella di San Giacomo. Lo strumento era stato costruito nel XVI secolo da Jean Langhedeul e, in occasione dello spostamento, venne ricostruito completamente da Claude-François Cliquot. Aveva 37 registri suddivisi su quattro manuali e pedale.
L'organo attuale è stato costruito nel 1971 dall'organaro strasburghese Alfred Kern. La consolle è a finestra, al centro della parete anteriore della cassa, e dispone di quattro manuali e pedale; il sistema di trasmissione è integralmente meccanico. Lo strumento dispone di 47 registri e il materiale fonico è integralmente accolto all'interno della cassa lignea (del 1586) con positivo tergale, la quale è stata più volte modificata tra il XVI e il XIX secolo.

#### Organo del transetto

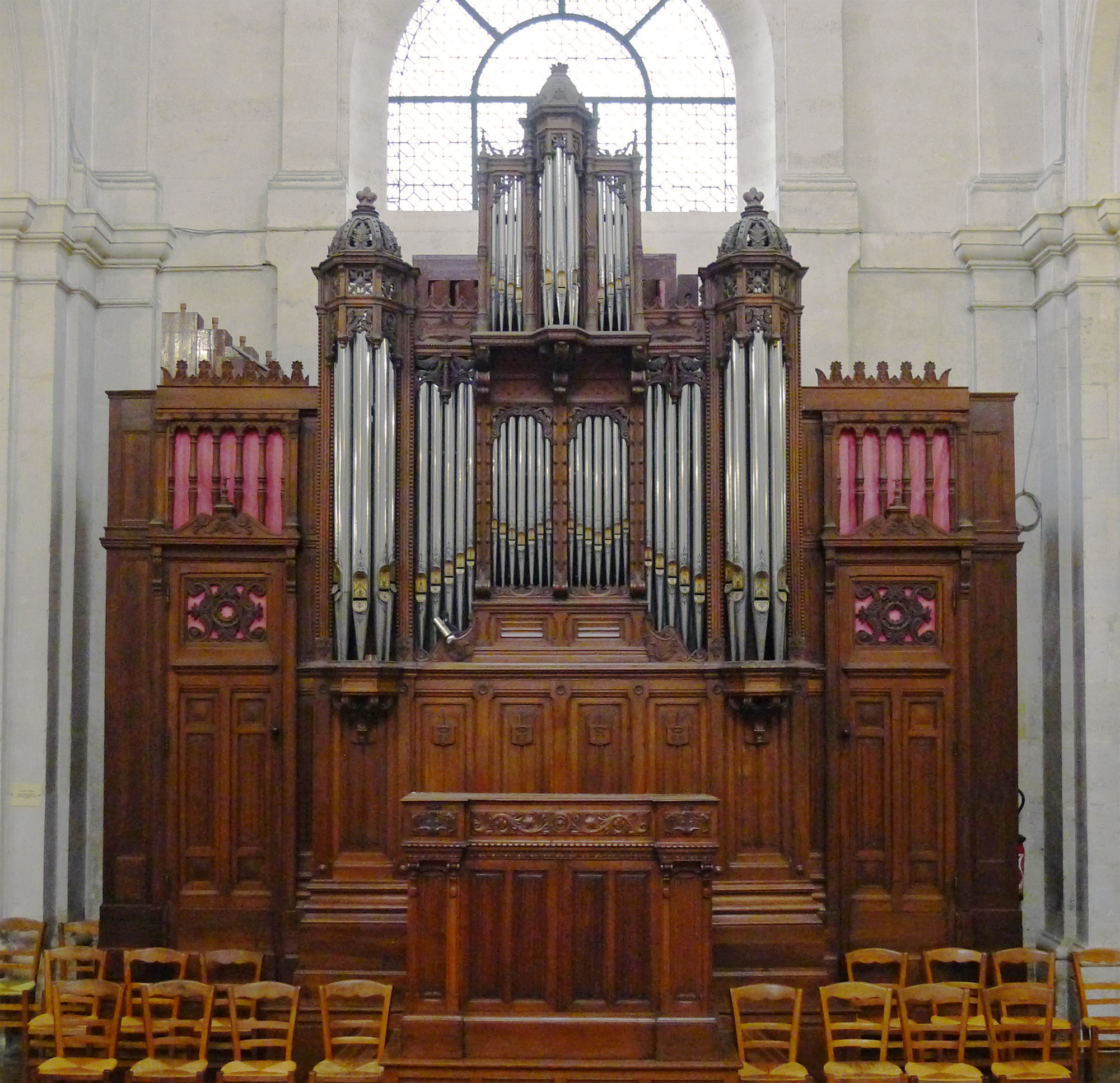
L'organo del transetto

Nel braccio di sinistra del transetto, a pavimento, si trova l'organo a canne Cavaillé-Coll opus 250/229, costruito nel 1865 per la residenza privata del barone d'Erlanger e restaurato dallo stesso organaro nel 1899. Dopo la morte del committente, nel 1927 il figlio lo donò al comune di Parigi che lo fece collocare all'interno dell'università della Sorbona dalla ditta Cavaillé-Coll-Convers, che in tale occasione operò alcune modifiche. Gravemente danneggiato dall'incuria e dagli eventi del maggio 1968, per volontà del comune nel 1986 è stato portato nell'attuale collocazione e restaurato dall'organaro Jean Renaud.
Lo strumento è a trasmissione integralmente meccanica ed è racchiuso da una cassa lignea neoclassica riccamente decorata, opera dello scultore Michel Lienard; dispone di 14 registri. La consolle, rivolta verso la crociera, ha due manuali di 56 note pedaliera di 30.

## Galleria d'immagini

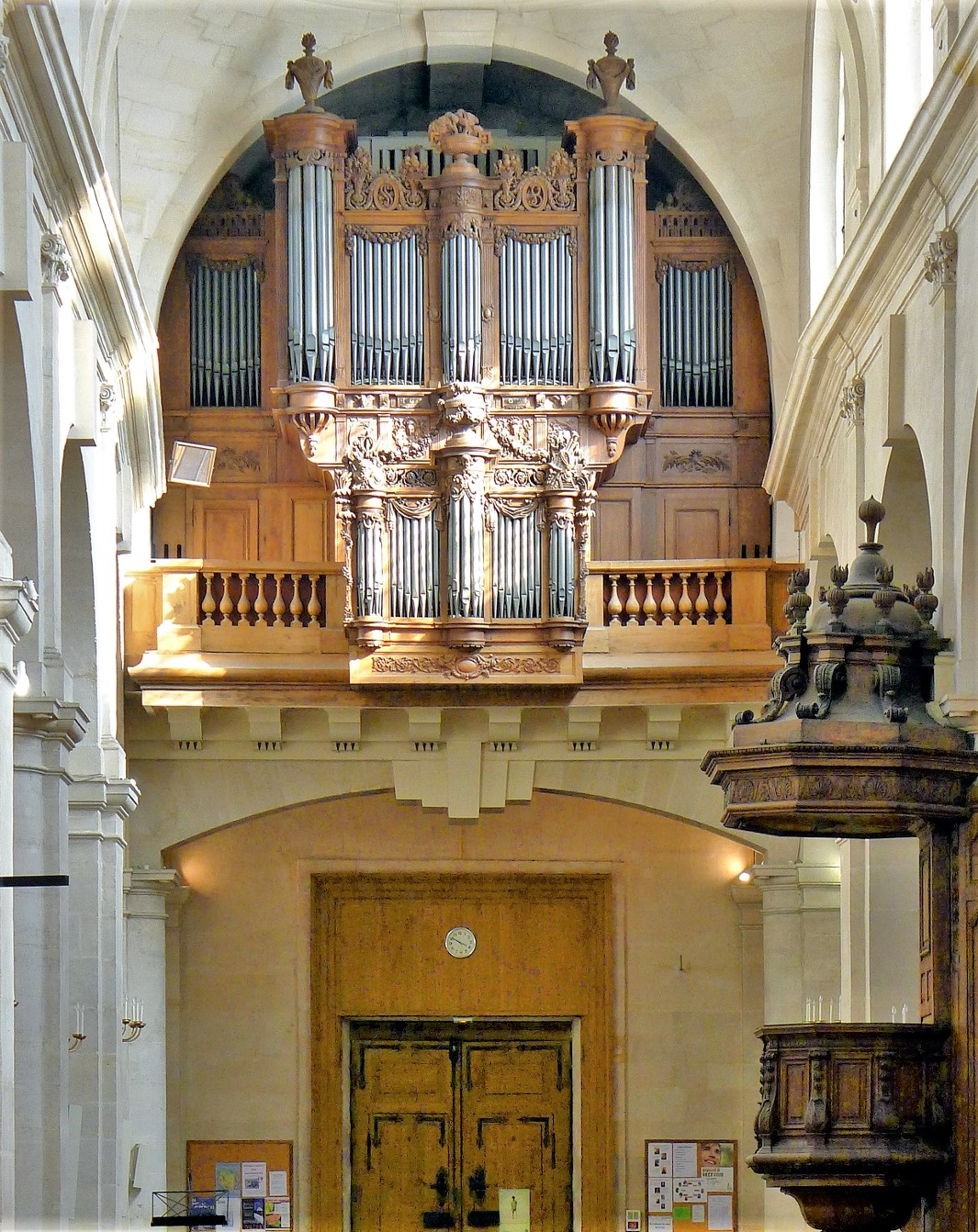
Interno verso la controfacciata
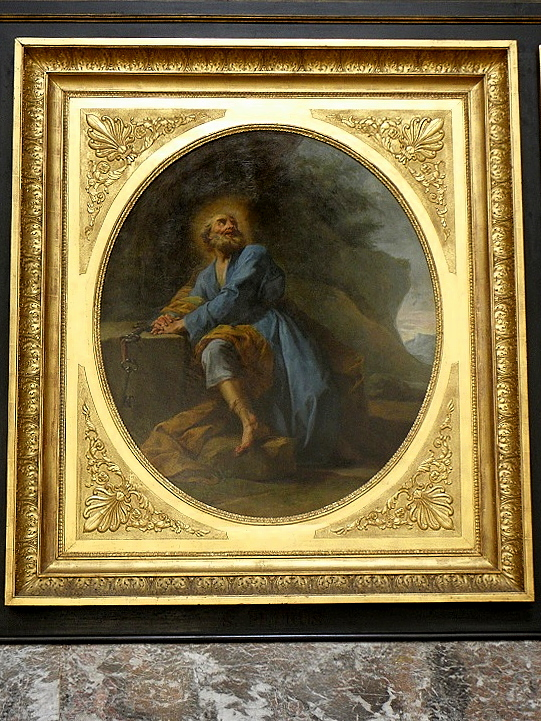
San Pietro penitente di Jean Restout (1728)
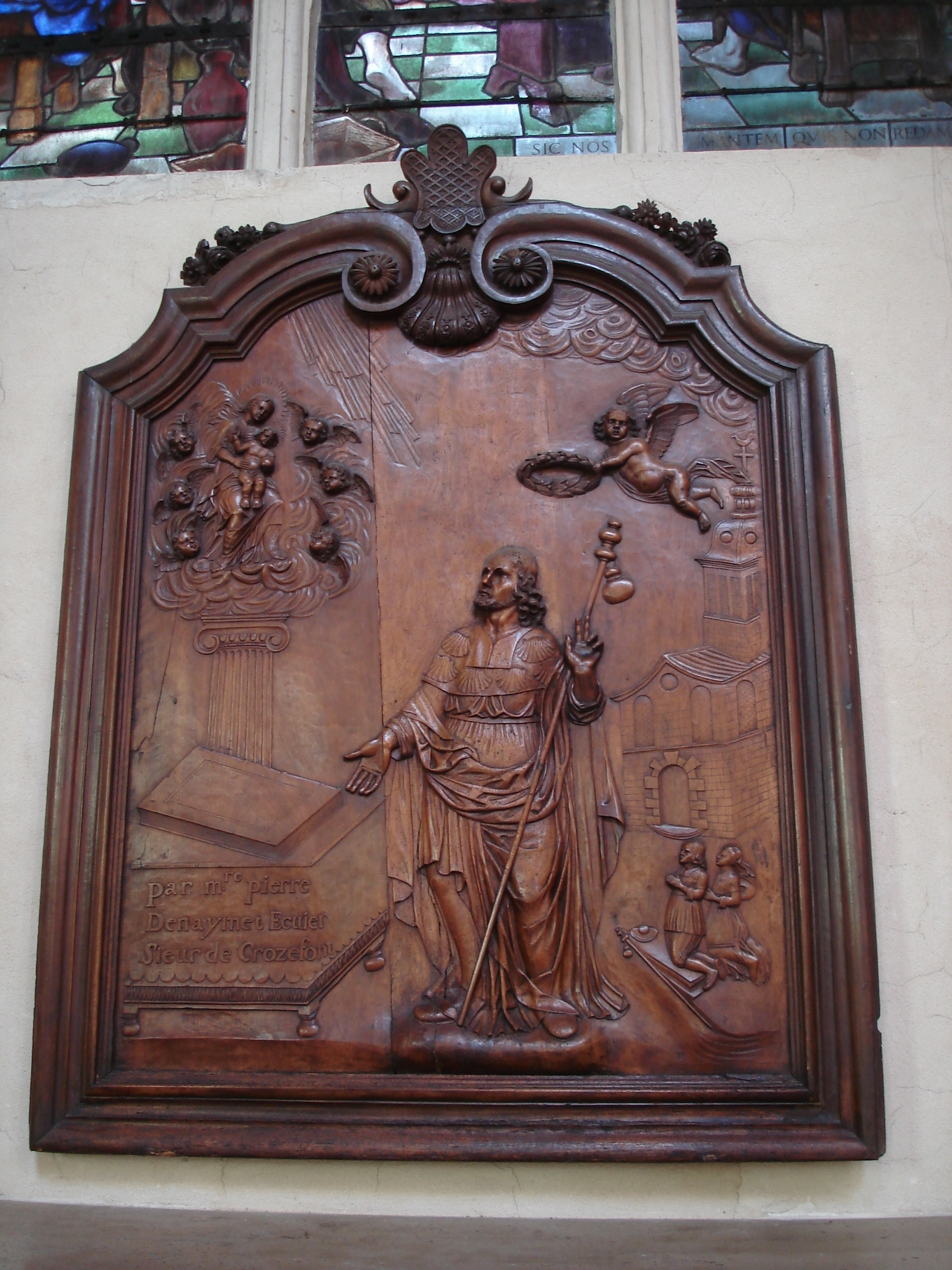
La Vergine Maria appare a San Giacomo (XVII secolo)
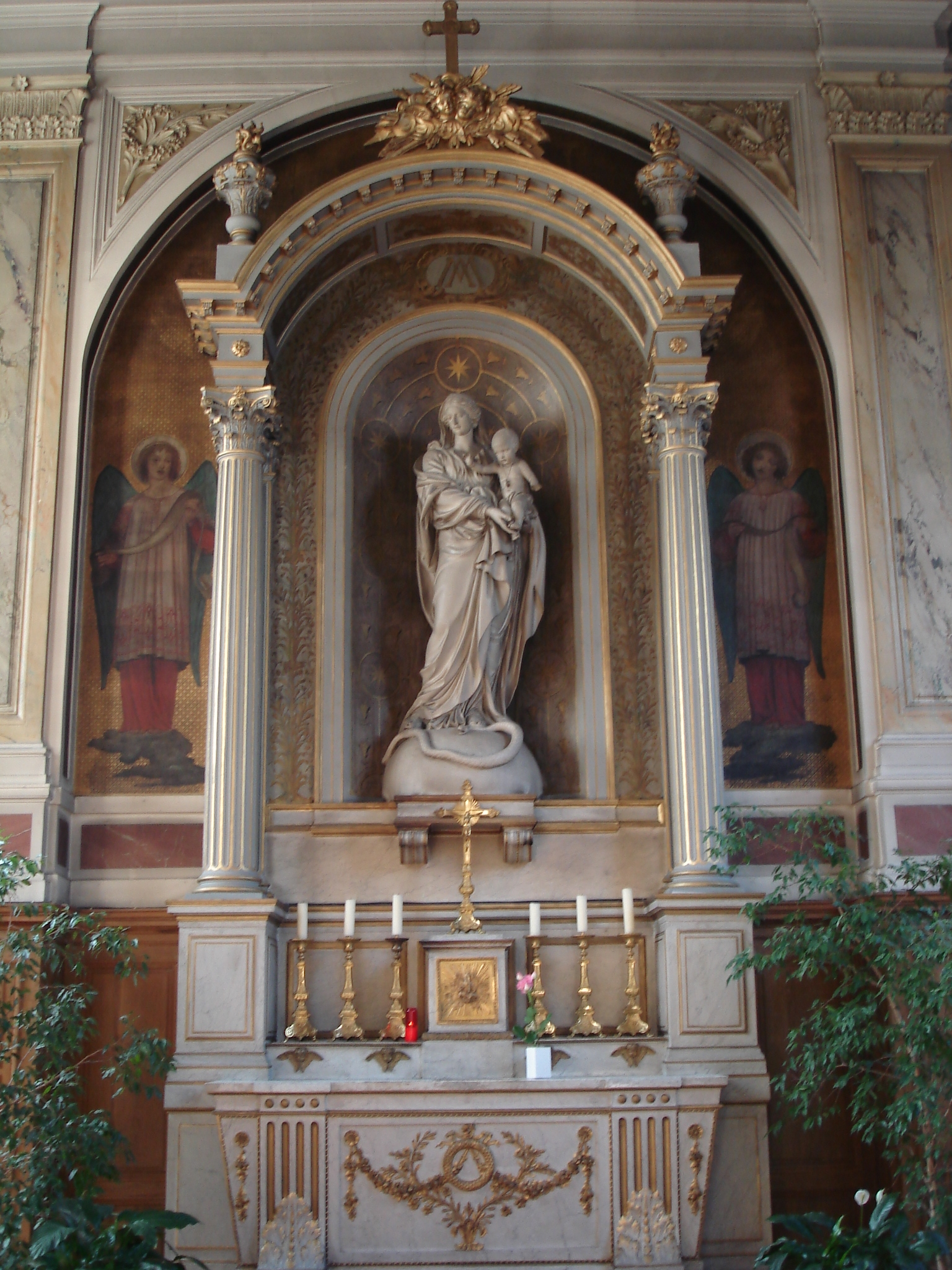
Altare della cappella assiale